# 陈士法
陈士法（1911年—1992年），中国人民解放军将领、中国人民解放军开国少将。

## 生平
出生于今江西省会昌县珠兰乡龙车村，1933年加入中共，同年参加中国工农红军，曾任中国人民解放军22军副军长。1955年，授予中国人民解放军少将。